# École supérieure de guerre
Pour les articles homonymes, voir École supérieure de guerre (Tunisie) et ESG.
L'École supérieure de guerre, en abrégé ESG, a été de 1876 à 1993 le plus haut établissement français d'enseignement militaire destiné à former des officiers d'état-major et des officiers généraux.
Elle était installée au sein de l'École militaire.
Elle a été remplacée en 1993 par le CID, le Collège interarmées de Défense, auquel a succédé en 2011 l'École de guerre.

## Création
Tirant les leçons de la défaite dans la guerre de 1870, le général Ernest Courtot de Cissey, ministre de la guerre, décide le 26 janvier 1876 de créer des cours destinés à préparer en deux ans aux fonctions d'état-major et de commandement les officiers dont le maréchal de Canrobert membre du Conseil supérieur de la guerre a dit qu'ils devraient désormais « connaître à fond l'emploi particulier et combiné des diverses armes ».
Le général Castelnau rédige le projet de création de « cours militaires spéciaux » et fixe en particulier les conditions du concours d'entrée.
Le 15 mai 1876, les 72 stagiaires de la première promotion s'installent provisoirement aux Invalides sous les ordres du général Gandil. 
Le général Lewal, sorti major de l'École d'État-major en 1848, remplace le général Gandil en 1877 et tente de mettre sur pied un enseignement théorique, pratique et pluridisciplinaire. 
La loi du 20 mars 1880 entérine l'existence d'une École supérieure de guerre. En juillet elle s'installe à l'École militaire.

## Maillard et Bonnal
Le chef de bataillon Maillard prend la direction du cours de tactique appliquée d'infanterie en 1884. Travaillant principalement sur la bataille de Saint-Privat (Gravelotte), il met en évidence le facteur moral et en déduit des principes d'action (surprise par la concentration des moyens, action massive de l'artillerie, mise en œuvre de la cavalerie pour le choc et la poursuite) et une doctrine tactique (usure lente et progressive de l'ennemi avec économie des forces pour les concentrer au point de rupture). Son cours devient le cours principal de l'école.
Le chef de bataillon Bonnal prend la direction du cours d'histoire militaire, de stratégie et de tactique générale en 1892. Basant son cours sur l'étude de la bataille de Frœschwiller (Reichshoffen) et des campagnes napoléoniennes, il retient trois principes : liberté d'action, faculté d'imposer à l'ennemi sa volonté, économie des forces. Il croit déceler chez Napoléon un système, celui de l'avant-garde qu'il considère toujours valable.
Ensemble, ils conçoivent les premiers exercices sur cartes semblables au Kriegspiel allemand.

## Foch
De 1895 à 1901, le chef d'escadron Foch enseigne l'histoire militaire, la stratégie et la tactique générale. En 1896 il prend la succession de Bonnal à la direction du cours. S'appuyant sur l'étude de la peu connue bataille de Nachod durant la guerre austro-prussienne de 1866, sa doctrine donne la priorité à deux notions : celle de la « mission » à remplir et celle de la « sûreté » à garantir. Ramenant toujours impérativement l'attention sur les ordres reçus et la spécificité de chaque situation, il emploie constamment la formule : « De quoi s'agit-il ? ». Pour stigmatiser l'erreur d'une troupe qui débouchant d'un couvert pour se rapprocher de l'ennemi ne tient pas solidement sa position de départ, il emploie la métaphore du perroquet : « Le perroquet, animal sublime, quand il s'élève sur son perchoir, ne lâche un barreau qu'après s'être solidement agrippé au suivant... ».

## Liste des généraux ayant commandé l'école supérieure de guerre
- 1876-1877 Fabien-Pierre-Edmond Gandil
- 1877-1880 Jules Lewal
- 1880-1882 Louis-Charles-Agénor Savin de Larclause
- 1882-1884 Paul-Victor Allan
- 1884-1887 Louis Ernest Schneegans
- 1887-1893 Jules-Abel Lebelin de Dionne
- 1893-1895 François-Gustave Lamiraux
- 1895-1898 Jean-Constant-Edmond Renouard
- 1898-1901 Hippolyte Langlois
- 1901-1902 Henri Bonnal
- 1902-1903 Henri de Lacroix
- 1903-1905 Jean Brun
- 1905-1907 Mardochée Valabrègue
- 1907-1908 Michel Joseph Maunoury
- 1908-1911 Ferdinand Foch
- 1911-1913 Charles Ebener
- 1913-1914 Alphonse-Eugène-Elie-Édouard-Xavier-Joseph Lacombe de la Tour
- 1919-1924 Marie-Eugène Debeney
- 1924-1926 Julien Dufieux
- 1926-1928 Pierre Héring
- 1928-1932 Gaston Duffour
- 1932-1935 Jules Hartung[Note 1]
- 1935-1938 Émile Barazer de Lannurien
- 1938-1939 Edmond Mendras